# Дайнингер, Юлиус
Юлиус Дейнингер (нем. Julius Deininger; 23 мая 1852, Вена — 15 августа 1924, Вена) — австрийский архитектор.

## Биография

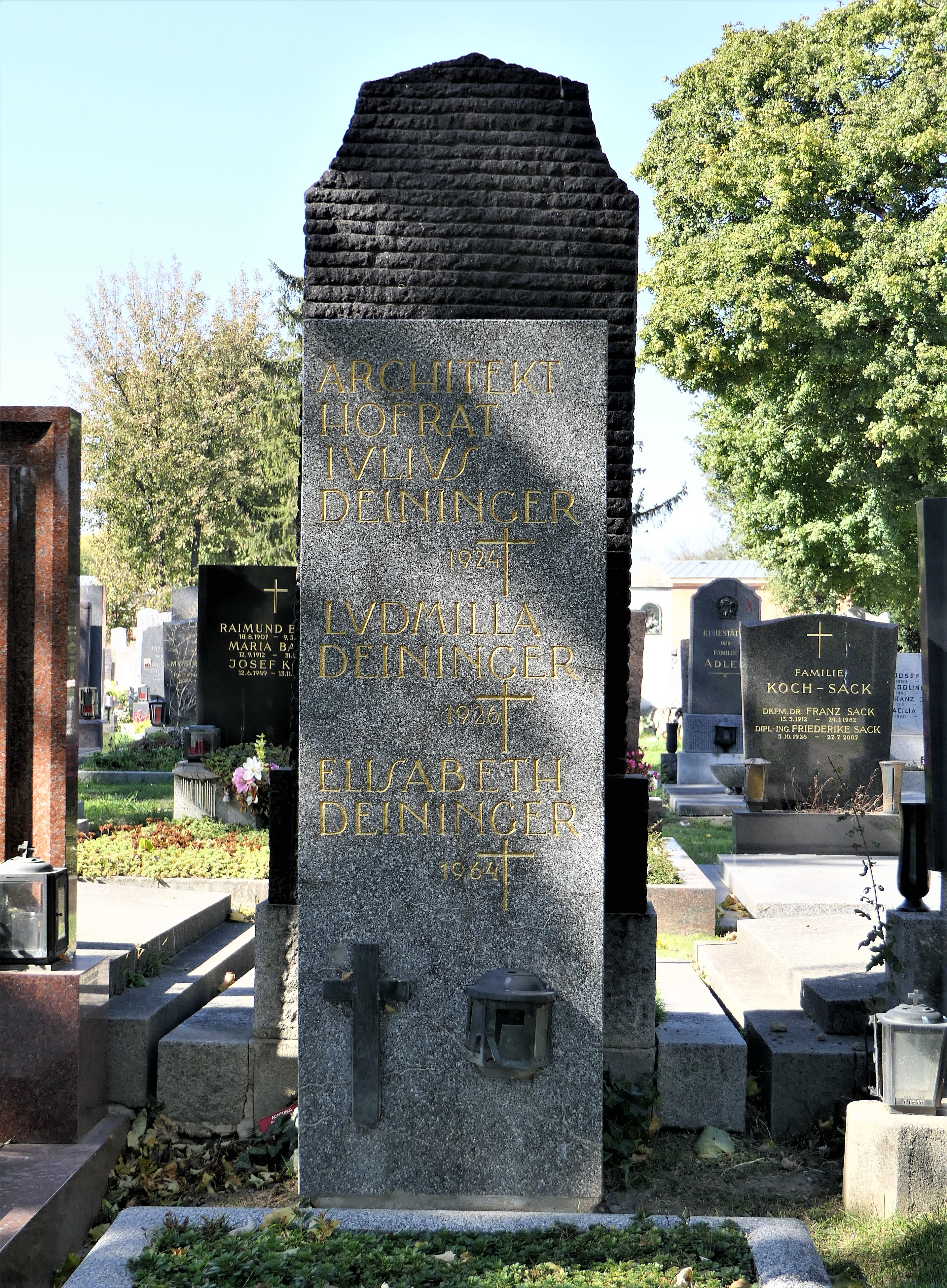
Могила Юлиуса Дейнингера

Дайнингер родился в семье относяйщейся к среднему классу в Вене. После учебы в Техническом университете и Академии изящных искусств у Генриха Ферстеля он временно состоял членом строительной фирмы Венского дачного товарищества и работал у Фридриха Шмидта с 1876 года. 
В 1883 году Дайнингер получил должность профессора в Государственной коммерческой школе, где он также выступал за реформы учебной программы. В том же году он основал собственное архитектурное бюро.
За время своей работы он построил многочисленные виллы, жилые дома и общественные здания, особенно в Вене и Гутенштайне, где останавливался на лето. Помимо работы архитектором, Дайнингер также делал проекты различных произведений искусства всех видов и работал над памятниками. Кроме того, он работал в торговых журналах и был востребованным присяжным заседателем. 
В 1905 году он был назначен главным строительным офицером. 
С 1900 по 1904 год он был членом городского совета Вены.
Он был братом Иоганна Вунибальда Дейнингера и отцом Вунибальда Дейнингера, который вместе с ним реализовал некоторые работы с 1899 года.
Его могила находится в районе почетных захоронений (группа 30 Б, ряд 14, № 13) на Центральном кладбище Вены.
В вестибюле общественных бань Гутенштейна находится памятная доска, выполненная по проекту Фрица Тифенталера.

## Работа
Дейнингер, хотя и был представителем позднего историзма, стилистически наиболее тесно ориентировался на раннее и высокое Возрождение, а также на то, что тогда называлось «немецким Возрождением». В соответствии с запросами его заказчиков, он украшал свои виллы «живописными» элементами, такими как деревянные балконы, эркеры и башенки. Несмотря на то, что в основном он свои работы производил в стиле историзма, он был открыт для новых тенденций, чтобы сотрудничать со своим сыном Вунибальдом, учеником Вагнера, во время которых его стиль получил дальнейшее прагматическое развитие.